# تول بزرگ
تول بزرگ یا سور تول (استونیایی: Suur Tõll) در اسطوره‌های استونیایی نام یک قهرمان بزرگ است که بنا بر افسانه‌ها در جزیره سارما در دریای بالتیک می‌زیست.

## افسانه
تول بزرگ به همراه زنش پیرِت در دهکده‌ای به نام تولوسته زندگی می‌کرد. تول دائماً تکه‌سنگ‌های بزرگی را علیه دشمن اصلی خود «واناتوهی» و دیگر دشمنان مردم سارما به اطراف و اکناف پرتاب می‌کرد. تول شاه سارما بود اما مثل کشاورزی عادی بین مردم زندگی می‌کرد. او اغلب برای دید و بازدید برادر خود، لایگر، به جزیره همسایه یعنی جزیره هیوما می‌رفت. تول چنان قدبلند و بزرگ‌جثه بود که می‌توانست به دریا قدم گذاشته و بین دو جزیره راه برود. (فاصله دو جزیره چیزی حدود پنج شش کیلومتر بود). ضخامت عصای دست تول، پنج بغل کاج نوئل بود.
تول بسیار مهربان و کمک‌کار بود اما خیلی زود هم از کوره درمی‌رفت. تول همیشه مشغول خوردن کلم و نوشیدن آبجو و رفتن به سونا بود. همسر تول هم همیشه داشت برای او سنگ تون سونا جمع می‌کرد.

## مرگ
دشمن سرانجام روزی سر تول را برید اما تول سر خود را بر سر شمشیر گذاشت و به سوی گور خود رفت. مردم فکر می‌کنند که گورش باید جایی در تولوسته باشد. تول به هنگام مردن قول داد که هر وقت جنگی دربگیرد از گور بلند شده و به یاری مردم بیاید. بچه‌های اهل شیطنت اما هر بار تول را مسخره کرده و داد می‌زدند که «تول، تول، بلند شو، جنگ شده» و تول که از گور برمی‌خاست با خشم به گور برگشته و سوگند خورد که دیگر بازنگردد.

## نظریه‌ها
باور بر این است که افسانه تول بزرگ بر اساس داستانی واقعی در مورد یکی از ریش‌سفیدان بسیار بلندقامت در تاریخ سارما شکل گرفته باشد. خانواده‌ای آلمانی‌تبار در سارما زندگی می‌کنند با نام خانوادگی تول که همگی قدبلند هستند (بیش از ۲٫۱ متر) و باور عموم بر این است که تول تاریخی یکی از اعضای این خانواده بوده‌است.